# مرو (درة صيدي)
مرو (بالفارسية: مرو) هي مستوطنة تقع في إيران في قسم درة صیدي الريفي. يقدر عدد سكانها بـ 184 نسمة .